# 斉須稔
斉須 稔（さいす みのる、1956年（昭和31年）8月16日 - ）は、福島県西白河郡東村（現：白河市）出身で伊勢ヶ濱部屋に所属した元大相撲力士。本名は斎須 稔（さいす-）。現役時代の体格は188cm、134kg。得意手は左四つ、突っ張り、寄り。最高位は東前頭2枚目（1983年11月場所）。

## 来歴
中学3年生の時上京して伊勢ヶ濱部屋に入門し、1971年7月場所で初土俵を踏んだ。以来時間は掛かったものの、着実に番付を上げて行き、1978年9月場所では東幕下3枚目の地位で幕下優勝を果たした。翌11月場所、十両に昇進。その場所は9勝6敗と勝ち越し、いきなり十両の上位まで番付を上げ、入幕を期待された。ところが6勝9敗と負け越し、それ以降は十両下位と幕下を往復する生活が続き低迷した。さらに番付運も悪く1980年5月場所では東十両11枚目で7勝8敗・1点負け越しという成績ながら、下に2枚番付が有るにもかかわらず、翌7月場所では幕下に落とされている。しかし、その場所を4勝3敗と勝ち越し1場所で十両に復帰してからは十両上位でも成績が残せるようになり、1982年3月場所で新入幕を果たした。一時は幕内に定着し、1983年11月場所では最高位の東前頭2枚目に番付を上げた。だが、四つ相撲とも突き相撲ともいえない中途半端な相撲が多かったためこの場所は5勝10敗と大きく負け越し、三役昇進はならなかった。そして、1984年3月場所を最後に十両に陥落。以後も幕内復帰を目指して相撲を取り続けたが、1985年9月場所では幕下にまで陥落した。同場所は勝ち越し、1場所で十両に復帰したものの全盛期のような相撲は全く取れず、1986年1月場所で再度幕下に落ちた。以降は関取復帰成らず、同年9月場所を最後に30歳で引退。序ノ口に付いてから引退するまでの約15年間、一度も休まず、「919回連続出場」という記録を残している。当時、年寄名跡の空きがなかったため、引退後は世話人に転身した。幕内経験者が世話人に転身したのは、王湖、琴千歳に続いて3人目である（琴千歳は、後に若者頭に転属）。世話人就任後は、引退時の四股名である「寶國」（たからくに）を名乗っていたが、1991年11月場所より本名の「斎須」に改めている。
伊勢ヶ濱部屋(旧 伊勢ヶ濱部屋・8代伊勢ヶ濱)に所属していたが、部屋の師匠が後継者擁立を断念したため2007年1月場所後に部屋が消滅。このことに伴い分家独立した桐山部屋に移籍したが、力士数の減少により2011年1月場所を最後に閉鎖となり、朝日山部屋に移籍した。しかし朝日山部屋も師匠(18代朝日山）が後継擁立を断念、2015年2月1日付で伊勢ヶ濱部屋(現 伊勢ヶ濱部屋・4代安治川が9代伊勢ヶ濱を襲名したことに伴う部屋の改称）に移籍し、2021年8月15日限りで日本相撲協会を停年（定年）退職した。
なお「斉」と「斎」は全く異なる漢字で、斎を簡略化したものが斉ではなく、斉の旧字が斎でもない。したがって、斉須稔の四股名は所謂本名四股名ではない。
遠縁に玉光国、玉乃島の父・タートル岡部がいる。

## ハプニング

### 報道とYOSHIKIの反論
2008年9月29日、大相撲9月場所千秋楽(同月28日)で優勝した横綱・白鵬を祝福に支度部屋に訪れたX-JAPANのリーダー・YOSHIKIが土足で力士が座る「あがり座敷をブーツのまま歩いてしまった」のを警備担当の世話人である斉須が一喝したと報道された（実際には気付かずにブーツで足をかけてしまったところで注意をされており、『ブーツを脱いであがり座敷にあがっている』写真がスポーツニッポンに掲載されている）。この記事の内容に対し同日、X JAPAN制作運営管理委員会・YOSHIKI本人から反論の文書がマスコミ各社に送付された。それによると、YOSHIKIは白鵬に招待されて桝席で観戦後に関係者・取材陣に取り囲まれた。そのため帰ろうとしたが、「記念撮影だけでもして欲しい」という白鵬の希望で車で30分待機。「準備が出来たので」と関係者に呼ばれ、急いで支度部屋に入ったところを斎須に「急いで」「歩かないで」「走れ」などとと怒鳴られた。あがり座敷に気付く余裕もなかったのであり、「平気で座敷の上を歩いてはいない」と報道を否定している。横綱を慮ってその場では怒りをあらわさなかったが、このときの斉須の言動について『来て欲しいと呼んでおいての態度としては失礼である』と関係者を通じて相撲協会に書面で抗議し謝罪を求めたと説明している。

### YOSHIKIの謝罪要求と角界の対応
当日、YOSHIKIは "白鵬の個人的な招待により" 桝席で相撲観戦をした後に支度部屋に招かれていた。
桝席で起こったことについては相撲協会の責任の範疇であるが、力士の控室である支度部屋は大相撲関係者以外は出入りを禁じられており、YOSHIKIの扱いは一般客ではなく「宮城野部屋関係者」であった。このため、トラブルが発生した際は招待した力士・相撲部屋が対応するのが通常であり、実際、招待した白鵬は28日の優勝パレード後にYOSHIKIに直接謝罪していた。29日にX JAPAN制作運営管理委員会が出した公式コメントによると、YOSHIKIは「横綱本人は気にしなくて良いよ」と白鵬に話したという。
相撲協会は同日に謝罪文を出しているが、YOSHIKIは『双方に非がある』という内容であること、また、『謝罪は白鵬にして欲しい』という理由から、YOSHIKI側は受け取らなかった。また、報道の影響で、斉須が所属していた桐山部屋の公式サイトがサーバーダウンした。
事態を受けて白鵬は「横綱の客人に対して考えられない対応」とコメントし、すぐに電話でYOSHIKIに謝罪した上、本人の元を訪れて再び謝罪。そして、同月30日に白鵬は自身が所属する宮城野部屋を通じ、相撲協会へ正式に抗議を入れることとなった。
YOSHIKI側スタッフと相撲協会広報部長の13代九重（第58代横綱・千代の富士）との話し合いとなり、世話人の言動について「（相撲界の）常識ではない」と13代九重は説明。その後、協会は電話で「不愉快な思いをさせて申し訳なかった。世話人から話を聞いたところ、本人も強く言い過ぎたことを深く反省しており、協会も言葉遣いに気をつけるよう指導します」とYOSHIKI側に謝罪した。このことで、YOSHIKI側は騒動になっていた事態の収束を発表している。

## 主な成績・記録
- 通算成績：464勝455敗 勝率.505
- 幕内成績：76勝104敗 勝率.422
- 現役在位：91場所
- 幕内在位：12場所
- 通算連続出場：919回（序ノ口以来無休、1971年9月場所-1986年9月場所）
- 各段優勝
  - 十両優勝：1回 (1982年5月場所)
  - 幕下優勝：1回 (1978年9月場所)
  - 三段目優勝：1回 (1976年5月場所)
  - 序二段優勝：1回 (1973年11月場所)

| | 一月場所 初場所（東京） | 三月場所 春場所（大阪） | 五月場所 夏場所（東京） | 七月場所 名古屋場所（愛知） | 九月場所 秋場所（東京） | 十一月場所 九州場所（福岡） |
| --- | ----------------------- | ----------------------- | ----------------------- | --------------------------- | ----------------------- | --------------------------- |
| 1971年 （昭和46年） | x                       | x                       | x                       | （前相撲）                  | 東序ノ口11枚目 4–3      | 西序二段77枚目 0–4          |
| 1972年 （昭和47年） | 西序二段100枚目 3–0     | 西序二段42枚目 –        | 西序二段42枚目 2–5      | 西序二段60枚目 3–4          | 東序二段72枚目 1–6      | 東序二段88枚目 4–3          |
| 1973年 （昭和48年） | 西序二段55枚目 5–2      | 西序二段20枚目 2–5      | 東序二段41枚目 3–4      | 西序二段57枚目 4–3          | 西序二段40枚目 3–4      | 西序二段60枚目 優勝 6–1     |
| 1974年 （昭和49年） | 東序二段17枚目 5–2      | 西三段目65枚目 3–4      | 東三段目77枚目 4–3      | 西三段目61枚目 4–3          | 西三段目47枚目 5–2      | 西三段目22枚目 4–3          |
| 1975年 （昭和50年） | 西三段目9枚目 1–6       | 西三段目36枚目 4–3      | 西三段目23枚目 4–3      | 東三段目14枚目 2–5          | 西三段目34枚目 4–3      | 東三段目24枚目 5–2          |
| 1976年 （昭和51年） | 西三段目筆頭 4–3        | 東幕下53枚目 3–4        | 西三段目5枚目 優勝 7–0  | 東幕下22枚目 2–5            | 西幕下39枚目 5–2        | 東幕下21枚目 6–1            |
| 1977年 （昭和52年） | 東幕下6枚目 3–4         | 東幕下12枚目 2–5        | 東幕下30枚目 3–4        | 西幕下38枚目 4–3            | 西幕下31枚目 5–2        | 東幕下17枚目 5–2            |
| 1978年 （昭和53年） | 東幕下10枚目 6–1        | 西幕下筆頭 3–4          | 東幕下4枚目 3–4         | 西幕下9枚目 5–2             | 東幕下3枚目 優勝 7–0    | 西十両9枚目 9–6             |
| 1979年 （昭和54年） | 西十両4枚目 6–9         | 東十両9枚目 7–8         | 東十両11枚目 7–8        | 西十両11枚目 6–9            | 東幕下4枚目 3–4         | 東幕下10枚目 6–1            |
| 1980年 （昭和55年） | 西幕下筆頭 5–2          | 西十両11枚目 8–7        | 東十両11枚目 7–8        | 東幕下筆頭 6–1              | 東十両13枚目 8–7        | 西十両9枚目 7–8             |
| 1981年 （昭和56年） | 東十両11枚目 7–8        | 東幕下筆頭 4–3          | 西十両12枚目 9–6        | 東十両6枚目 9–6             | 東十両3枚目 5–10        | 東十両10枚目 8–7            |
| 1982年 （昭和57年） | 東十両6枚目 11–4        | 東前頭13枚目 4–11       | 西十両5枚目 優勝 11–4   | 西前頭13枚目 9–6            | 東前頭7枚目 5–10        | 東前頭14枚目 8–7            |
| 1983年 （昭和58年） | 西前頭7枚目 8–7         | 東前頭3枚目 4–11        | 東前頭8枚目 8–7         | 東前頭3枚目 5–10            | 東前頭9枚目 9–6         | 東前頭2枚目 5–10            |
| 1984年 （昭和59年） | 西前頭8枚目 6–9         | 東前頭12枚目 5–10       | 西十両6枚目 6–9         | 東十両9枚目 8–7             | 西十両5枚目 6–9         | 西十両9枚目 8–7             |
| 1985年 （昭和60年） | 西十両8枚目 7–8         | 東十両9枚目 8–7         | 東十両8枚目 5–10        | 西十両12枚目 7–8            | 東幕下筆頭 4–3          | 西十両13枚目 5–10           |
| 1986年 （昭和61年） | 東幕下6枚目 4–3         | 東幕下3枚目 3–4         | 西幕下6枚目 1–6         | 西幕下32枚目 6–1            | 西幕下13枚目 引退 3–4–0 | x                           |
| 各欄の数字は、「勝ち-負け-休場」を示す。 優勝 引退 休場 十両 幕下 三賞：敢=敢闘賞、殊=殊勲賞、技=技能賞 その他：★=金星 番付階級：幕内 - 十両 - 幕下 - 三段目 - 序二段 - 序ノ口 幕内序列：横綱 - 大関 - 関脇 - 小結 - 前頭（「#数字」は各位内の序列） |                         |                         |                         |                             |                         |                             |

- 1971年11月から1972年3月までは中学生として特別扱い

## 幕内対戦成績
| 力士名       | 勝数 | 負数 | 力士名 | 勝数 | 負数 | 力士名     | 勝数 | 負数 | 力士名   | 勝数 | 負数 |
| ------------ | ---- | ---- | ------ | ---- | ---- | ---------- | ---- | ---- | -------- | ---- | ---- |
| 青葉城       | 1    | 4    | 朝潮   | 0    | 2    | 旭富士     | 2    | 1    | 天ノ山   | 2    | 2    |
| 板井         | 2    | 1    | 王湖   | 1    | 0    | 大潮       | 1    | 4    | 巨砲     | 2    | 2    |
| 大錦         | 1    | 2    | 大ノ国 | 0    | 1    | 大豊       | 2    | 4    | 魁輝     | 4    | 2    |
| 北の湖       | 0    | 1    | 騏ノ嵐 | 0    | 1    | 麒麟児     | 2    | 4    | 蔵間     | 1    | 2    |
| 高望山       | 1    | 4    | 琴風   | 0    | 2    | 蔵玉錦     | 2    | 1    | 逆鉾     | 2    | 0    |
| 佐田の海     | 2    | 5    | 嗣子鵬 | 4    | 1    | 陣岳       | 1    | 2    | 大寿山   | 1    | 2    |
| 大徹         | 1    | 1    | 隆の里 | 0    | 2    | 隆三杉     | 1    | 1    | 高見山   | 1    | 4    |
| 多賀竜       | 4    | 2    | 玉龍   | 4    | 3    | 千代の富士 | 0    | 3    | 出羽の花 | 0    | 2    |
| 闘竜         | 1    | 1    | 栃赤城 | 2    | 1    | 栃司       | 1    | 2    | 栃剣     | 4    | 2    |
| 栃光         | 2    | 2    | 播竜山 | 1    | 0    | 飛騨乃花   | 3    | 2    | 富士櫻   | 4    | 2    |
| 鳳凰         | 1    | 4    | 北天佑 | 1    | 2    | 保志       | 0    | 1    | 舛田山   | 2    | 2    |
| 三杉磯(東洋) | 5    | 0    | 若獅子 | 1    | 1    | 若嶋津     | 0    | 3    | 若の富士 | 1    | 1    |
| 鷲羽山       | 0    | 1    |        |      |      |            |      |      |          |      |      |

## 改名歴
- 斉須 稔（さいす みのる）1971年9月場所-1975年5月場所
- 清勢龍 強（きよせりゅう つよし）1975年7月場所-1977年5月場所
- 斉須 稔（さいす みのる）1977年7月場所-1979年1月場所
- 鴻國 稔（こうくに-）1979年3月場所-1979年9月場所
- 斉須 稔（さいす-）1979年11月場所-1984年3月場所
- 寶國 稔（たからくに-）1984年5月場所-1986年9月場所